# ドナルドダックの育児日記
『ドナルドダックの育児日記』（ドナルドダックのいくじにっき）または『ドナルドの赤ちゃん教育』（ドナルドのあかちゃんきょういく、原題：Daddy Duck）は、ウォルト・ディズニー・プロダクション（現：ウォルト・ディズニー・カンパニー）が製作した1948年4月16日公開のアニメーション短編映画作品。ドナルドダック・シリーズの第76作である。

## あらすじ
ドナルドは養子としてカンガルーの赤ちゃんを引き取ることになるのだが・・・。

## スタッフ
- 製作：ウォルト・ディズニー
- 監督：ジャック・ハンナ
- 脚本：ジャック・コスグリフ、ボブ・マコーミック
- 音楽：オリバー・ウォレス
- 美術：
- 背景：
- 原画：ボブ・チャールソン、ジョン・リード

## キャスト
| キャラクター   | 原語版               | 旧吹き替え版 | 新吹き替え版 |
| -------------- | -------------------- | ------------ | ------------ |
| ドナルドダック | クラレンス・ナッシュ | 関時男       | 山寺宏一     |
| 係員           | ?                    | ?            | 片岡富枝     |
| ナレーター     | -                    | 江原正士     | -            |

## 日本での公開

### 収録
- 『ドナルドダック・クロニクル Vol.3 限定保存版』（DVD、ブエナ・ビスタ・ホーム・エンターテイメント、新吹き替え版）